# Pozsonyligetfalu vasútállomás
Pozsonyligetfalu vasútállomás (szlovákul: Železničná stanica Bratislava-Petržalka) egy pozsonyi vasútállomás, Pozsonyligetfalu településen, melyet a Železnice Slovenskej republiky (ŽSR) üzemeltet.

## Vasútvonalak
Az állomást az alábbi vasútvonalak érintik:
- Pozsony–Hegyeshalom-vasútvonal
- Pándorfalu–Pozsony-vasútvonal

## Kapcsolódó állomások
A vasútállomáshoz az alábbi állomások vannak a legközelebb:
- Oroszvár vasútállomás (Hegyeshalom vasútállomás, Pozsony–Hegyeshalom-vasútvonal)
- Köpcsény vasútállomás (Wien Hauptbahnhof, Ostbahn)

## Forgalom
| Járat                               | Útvonal | Gyakoriság   |
| ----------------------------------- | --- | ------------ |
| személyvonat                        | Hegyeshalom – Bezenye – Rajka – Rusovce (Oroszvár) – Bratislava-Petržalka (Pozsonyligetfalu) | Napi 4-5 pár |
| személyvonat (Regionalexpress/REX6) | Wien Hauptbahnhof (Bécs) – Wien Meidling – Bahnhof Ebreichsdorf – Bahnhof Ebenfurth – Neufeld an der Leitha (Lajtaújfalu) – Müllendorf (Szárazvám) – Wulkaprodersdorf (Vulkapordány) – Drassburg (Darufalva) – Baumgarten-Schattendorf (Sopronkertes-Somfalva) – Sopron – Deutschkreutz (Sopronkeresztúr)                                                                                       | 1-4 óránként |
| xpress                              | Bratislava hl.st. (Pozsony) – Bratislava-Nové Mesto (Pozsony-Újváros) (←) – Bratislava-Petržalka (Pozsonyligetfalu) – Wien Hauptbahnhof (Bécs) – Wien Meidling – St. Pölten Hauptbahnhof – Linz Hauptbahnhof – Salzburg Hauptbahnhof – Kufstein – Wörgl – Innsbruck Hauptbahnhof – Ötztal – Landeck-Zams – Sankt Anton Am Arlberg – Bludenz – Feldkirch – Buchs – Sargans – Zürich Hauptbahnhof | Napi 1 pár   |